# Hipochlorhydria
Hipochlorhydria, niedokwaśność – stan, w którym pH soku żołądkowego mieści się w granicach 3,5-6,0 (prawidłowa wartość na czczo 1,3-2,5), a spadek po podaniu histaminy jest większy niż 1.
Hipochlorhydrię spotyka się w nowotworach żołądka i niedokrwistości złośliwej.
Do hipochlorhydrii może również prowadzić przewlekłe stosowanie inhibitorów pompy protonowej, przez co dochodzi do upośledzenia żołądkowej bariery przeciwbakteryjnej i zwiększonego ryzyka zapaleń płuc, zapaleń jelita grubego czy infekcji Clostridium difficile.